# Kopilovtsi
Kopilovtsi (Bulgaars: Копиловци) is een dorp in het noordwesten van Bulgarije in de gemeente Georgi Damjanovo in oblast Montana.

## Bevolking
Op 31 december 2019 telde het dorp Kopilovtsi 420 inwoners, bijna vijf keer minder dan in de volkstelling van 1934 (zie tabel). De bevolking bestaat bijna uitsluitend uit etnische Bulgaren (99,6%).
| dorp Kopilovtsi | 2071 | 1951 | 1797 | 1713 | 1483 | 1159 | 992 | 760 | 564 | 420 |